# Boris Polewoj
Boris Nikołajewicz Polewoj, ros. Борис Николаевич Полевой, właściwie Boris Nikołajewicz Kampow (ur. 4 marca?/17 marca 1908 w Moskwie, zm. 12 lipca 1981 tamże) – rosyjski pisarz i publicysta.
Od 1913 mieszkał z rodziną w Twerze, gdzie ukończył szkołę i technikum przemysłowo-ekonomiczne, później pracował jako laborant i majster, od 1928 pracował w redakcji twerskiej gazety. W latach 1941–1945 służył w Armii Czerwonej, brał udział w wojnie z Niemcami m.in. jako starszy komisarz batalionowy i korespondent wojenny, przeszedł szlak bojowy od Kalinina (Tweru) do Berlina i Pragi. Tworzył nowele i powieści utrzymane w nurcie poetyki socrealizmu, głównie o tematyce wojennej. Był deputowanym do Rady Najwyższej ZSRR trzech kadencji.

## Utwory
- Opowieść o prawdziwym człowieku (Повесть о настоящем человеке, 1946 – zbeletryzowane losy radzieckiego lotnika Aleksieja Mariesjewa) (wyd. pol. 1949)
- Pamiętniki zawszonego człowieka (1927; debiut)
- Złoto (Золото)
- My – ludzie radzieccy (Мы — советские люди, 1948; wyd. pol. 1950)
- Aniuta (1976) – powieść (wyd. pol. 1982)
- Wielkie natarcie (W bolszom nastuplenii)
- Notatnik z Norymbergi
- „Tajfun” nie przeszedł (wyd. pol. 1975)